# Musée du béret
Le musée du béret se situe à Nay en Nouvelle-Aquitaine, ville du Sud-Ouest de la France, au bord du gave de Pau. Ouvert en 1996 par les établissements Blancq-Olibet, le musée du béret est consacré à l'histoire et à la fabrication de ce couvre-chef. 

## Histoire de l'entreprise
Depuis 1819, les établissements Blancq-Olibet sont fabricants de bérets. Composés de laine feutrée, les bérets sont à cette époque-là fabriqués entièrement sur le territoire français.
En 1973, l'entreprise vit une grande évolution grâce à une commande dont Jean Olibet se souvient bien : « L'Irak a commandé un million de bérets en Béarn, un tiers fut pour nous ».  L' armée française ayant pris ce couvre-chef d'abord pour les chasseurs alpins puis pour les aviateurs et les parachutistes, l'entreprise doit alors fournir non plus de façon artisanale mais industrielle. À son apogée, l'entreprise emploie environ 300 employés. C'est notamment grâce à des commandes comme celles-ci, que les entreprises continuent de tourner, le "nu-tête" étant devenu à la mode laissant de côté le béret. 
En 2012, l'entreprise connait des difficultés, dépose le bilan et se retrouve donc devant le tribunal de commerce de Pau. La même année, Rosabelle Forzy, la présidente directrice générale actuelle, rachète avec le groupe Cargo  : « Cela aurait été vraiment triste de perdre cette entreprise vieille de 180 ans au savoir-faire unique », explique-t-elle . En 2014, elle reprend également la société Blancq-Olibet et fusionne les deux entreprises pour n'en former qu'une à Oloron-Sainte-Marie sous le nom de Laulhère, patronyme du fondateur de l'entreprise Béatrix. 
Aujourd'hui Laulhère est la dernière fabrique historique de bérets en France. 

## Le musée du béret
C'est en 1995 que le projet d'un musée voit le jour. Il ouvre finalement ses portes en 1996 dans l'ancienne manufacture. Il retrace alors l'histoire du béret mais aussi l'évolution de sa fabrication à travers des machines en fonctionnement, des photos d'époque et des témoignages vidéo. Le musée, unique au monde, est placé sur l'ancienne entreprise familiale apportant également des éléments sur l'histoire de la ville de Nay. 